# Teologija tijela za početnike
Teologija tijela za početnike (eng. Theology of the Body for Beginners, ISBN 1-932645-34-9, 2004.), djelo uglednog američkog publicista i teologa Christophera Westa. Katolički je bestseler. U djelu se na jednostavan i svakome razumljiv način nudi sažetak učenja pape Ivana Pavla II. o ljudskoj spolnosti, nauku koji je daje izlaz iz duboke krize spolnosti (kriza se manifestira kroz uništene obitelji, abortuse, AIDS, pornografiju, pedofiliju, spolna zlostavljanja, homoseksualne "brakove"). Teologija tijela za početnike istražuje duboku povezanost između spolnosti i najdubljih pitanja ljudske egzistencije, obrađujući ključne teme:
- Što je smisao života?
- Zašto nas je Bog stvorio kao muško i žensko i koja je svrha spolnosti?
- Kako možemo postići istinsku sreću na zemlji?
- Koja je uloga braka i spolnosti u braku?
- Kako možemo iskusiti ljubav za kojom čeznemo u dubini svojih srca?

Hrvatskoj javnosti knjiga je predstavljena 18. veljače 2010. godine.